# 枢府瓷
枢府瓷，是元代景德镇在宋代青白瓷的基础上创烧的一种新的瓷器品种。传统上认为是元代枢密院在景德镇定烧的瓷器，印有“枢府”二字款。釉失透光润，色白微青，色泽像鹅蛋青一样，因此又称卵白瓷。
1. ↑  朱良赛. . 硕士论文 (山东大学). 2014  [2021-08-31]. （原始内容存档于2021-08-31）.